# Feurs
Feurs – miejscowość i gmina w środkowo-wschodniej Francji, w regionie Owernia-Rodan-Alpy, w departamencie Loara, położona nad rzeką Loarą.
Według danych na rok 1990 gminę zamieszkiwały 7803 osoby, a gęstość zaludnienia wynosiła 320 osób/km² (wśród 2880 gmin regionu Rodan-Alpy Feurs plasuje się na 97. miejscu pod względem liczby ludności, natomiast pod względem powierzchni na miejscu 348.).
W okresie panowania rzymskiego nosiło nazwę Forum Segusiavorum. W średniowieczu było stolicą hrabstwa Forez.

## Galeria

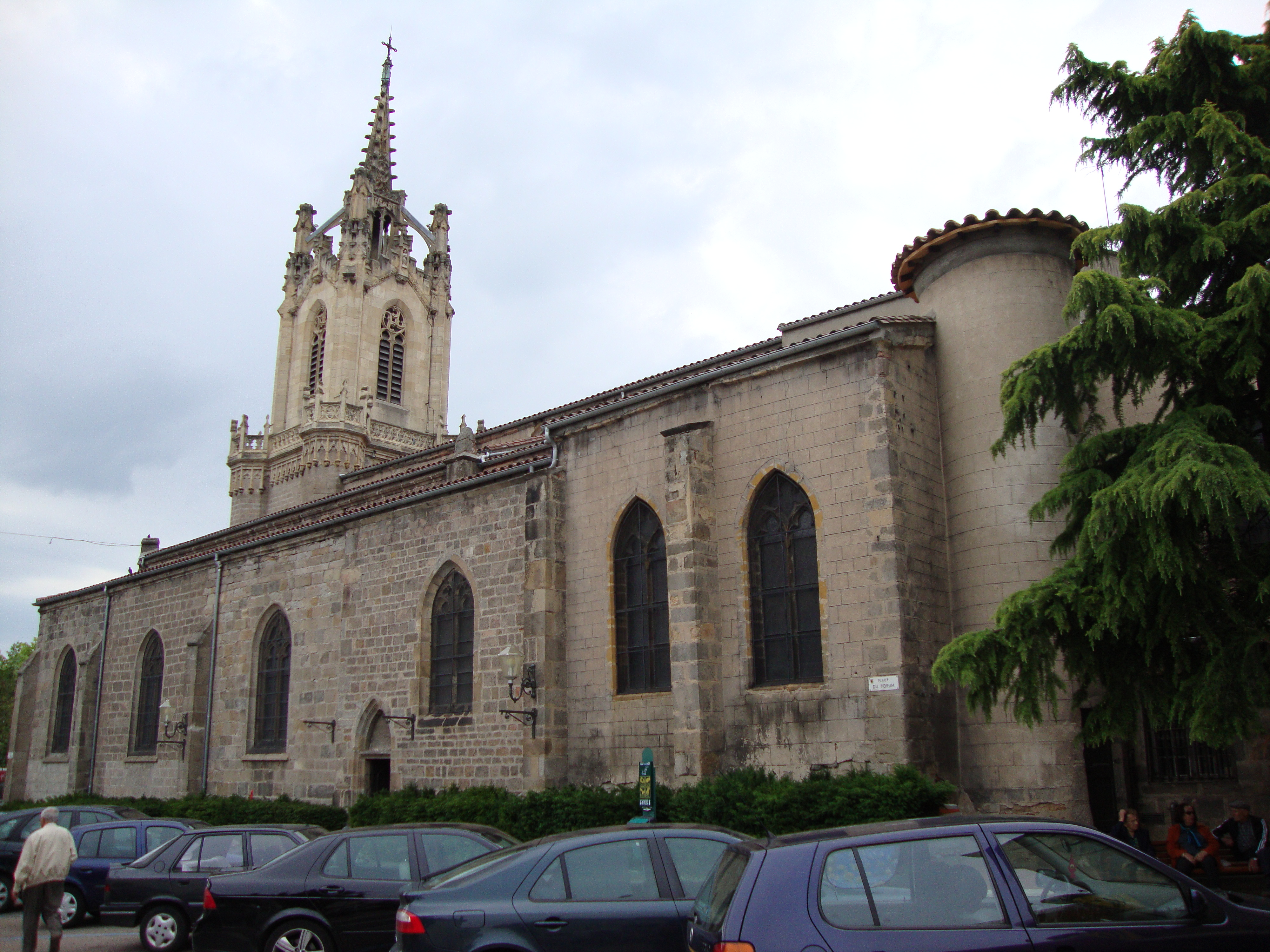
Kościół w Feurs, 2010
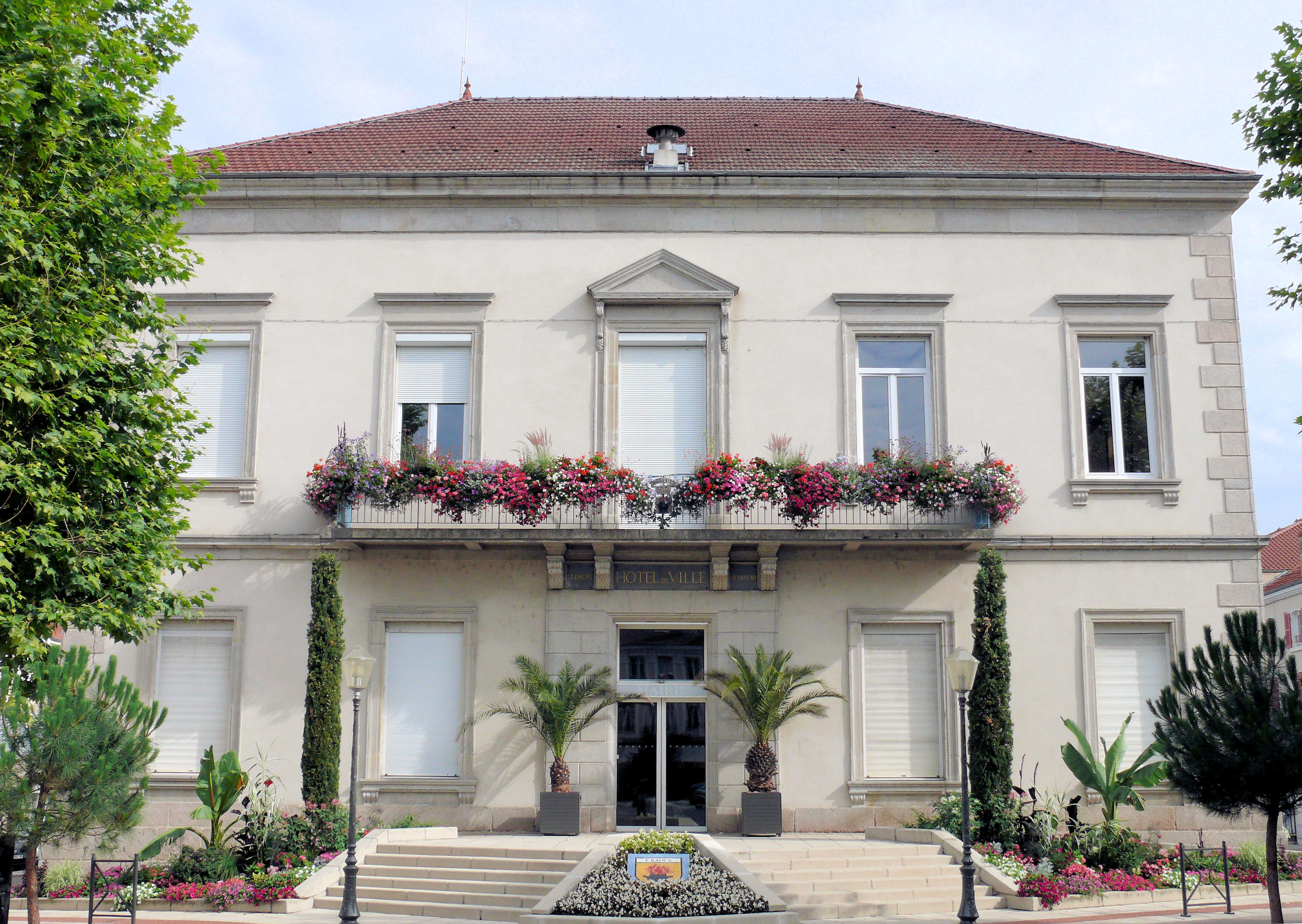
Ratusz w Feurs, 2009
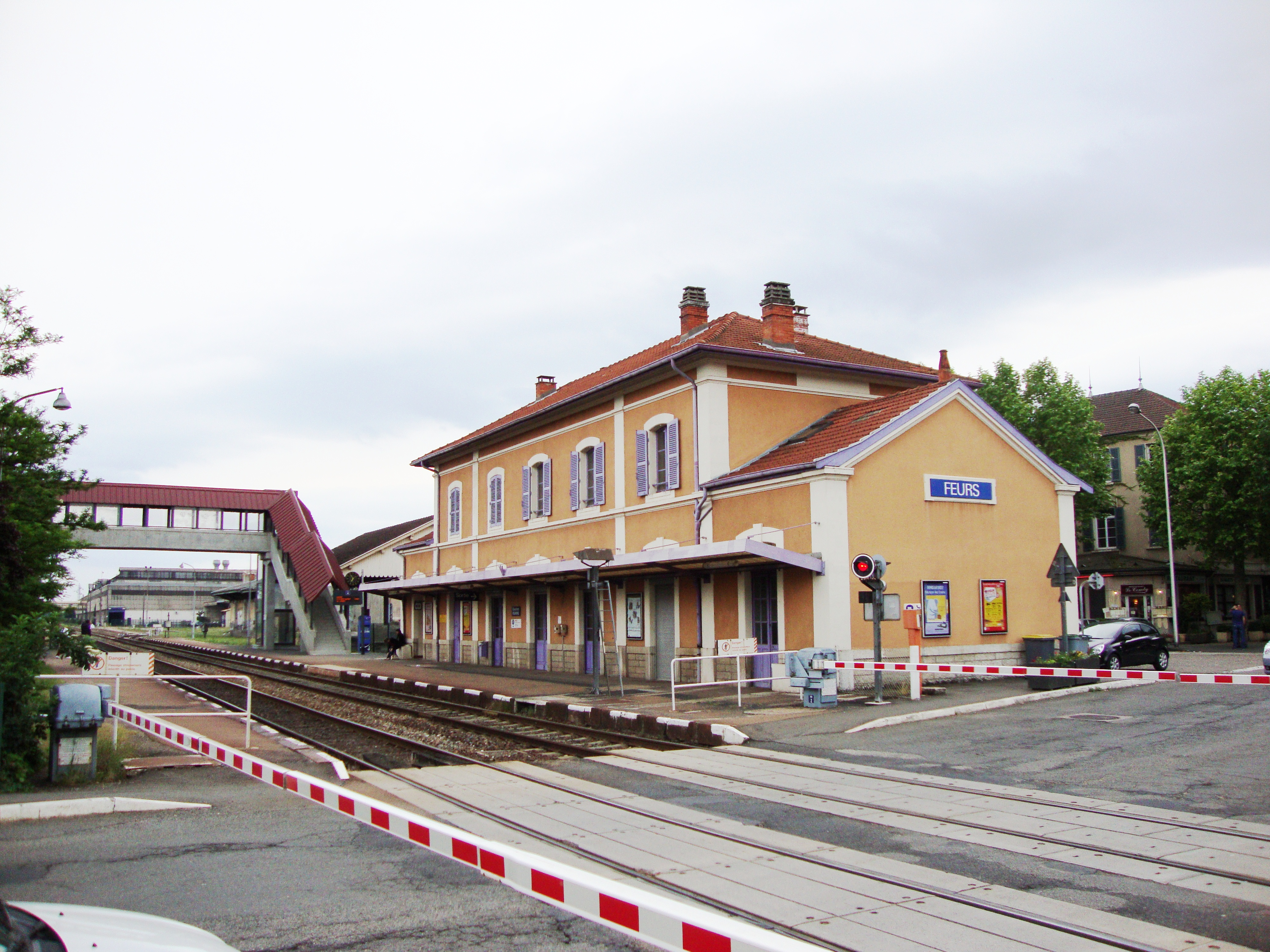
Dworzec kolejowy w Feurs, 2011